# Fêtes de la lecture en France
Depuis 1989, le ministère de la Culture français organise chaque année des manifestations en faveur de la lecture le temps d'un week-end.

## Historique
En 1989, Jack Lang, ministre de la Culture, lance une vaste opération de promotion de la lecture sous le titre La fureur de lire, qui se déroulera, chaque année, sur un week-end à la mi-octobre, le but étant de d’élargir les publics du livre, de mettre en lumière les acteurs de la chaîne du livre et de prolonger la rentrée littéraire.
En 1994, Jacques Toubon, ministre de la Culture, décide d’étendre la durée de la fête du livre qui devient Le Temps des livres (15 jours) afin de rendre la manifestation accessible aux publics scolaires et universitaires et de donner aux professionnels le temps nécessaire pour mener des actions de fonds.
En 1998, Catherine Trautmann rebaptise cette même manifestation Lire en Fête, pour faire la promotion de la lecture sous toutes ses formes. La lecture, du livre à l’écran d’ordinateur, de la presse aux textes de théâtre, sans oublier la lecture à haute voix. La durée de la manifestation repasse à trois jours (vendredi, samedi, dimanche)
En 2009, après une édition 2008 de Lire en Fête peu suivie par le public, aucune manifestation de ce genre n'a lieu cette année-là. Le Ministre de la Culture, Frédéric Mitterrand, décide de donner une année de pause pour cette manifestation afin d'en fonder une nouvelle pour l'année suivante, avec un nouveau nom et à un autre moment de l'année.
En 2010, Lire en Fête devient À vous de lire !, dont désormais la manifestation se déroule sur 4 jours (du jeudi au dimanche) à la fin du mois de mai.
Si les modalités de la fête du livre et de la lecture ont été modifiées à plusieurs reprises, le principe et l’esprit restent les mêmes. Il s’agit de faire appel à l’imagination de tous les professionnels (auteurs, éditeurs, libraires, bibliothécaires, métiers du livre institutionnels, réseau associatif, comédiens, conteurs…) pour élargir le territoire du livre et amener le plus large public au plaisir de la lecture.
"À vous de lire !"  s’inscrit chaque année comme l’un des deux moments majeurs consacrés au livre, l’autre étant le Salon du livre de Paris. Alors que le Salon du livre (organisé sous la responsabilité du Syndicat national de l’édition) propose en un lieu unique, au mois de mars, un vaste panorama de la production éditoriale, Lire en Fête coordonné par le Centre national du livre donne l’occasion au public de rencontrer sur l’ensemble du territoire les professionnels de la chaîne du livre et ceux qui concourent à la fabrication et à la diffusion du livre, au développement de la lecture et à la présence de l’écrit.

## La fête du livre partout en France
Mettre en avant le livre là où ne l’attend pas, sous des formes originales et ludiques afin d’intéresser et de faire aimer le livre et la lecture au plus grand nombre, tel est l’objectif de Lire en fête. Cette manifestation fait intervenir tous les acteurs de la « chaîne du livre » - auteurs, traducteurs, éditeurs, libraires, bibliothécaires, associations et institutions – qui se mobilisent pour organiser des milliers de manifestations très diverses à destination de tous les publics dans les cafés, les cinémas, les théâtres, les places des villes et des villages, mais aussi dans les hôpitaux, les maisons d’arrêts, et bien sûr, les lieux les plus traditionnels du livre et de la lecture.

## Les organisateurs des fêtes du livre
- Le service du livre et de la lecture (intégré à la direction générale des médias et des industries culturelles) du ministère de la Culture et de la Communication propose et met en œuvre l’action de l’État pour favoriser le développement de la lecture publique, ainsi que la conservation et l’enrichissement du patrimoine écrit. Son action s’exerce aussi en faveur de la création, de l’écrit, de la librairie, de la promotion du livre français à l’étranger.

- Le Centre national du livre est un établissement public à caractère administratif du ministère de la Culture et de la Communication. Il a pour vocation de soutenir l’ensemble de la chaine du livre (auteurs, éditeurs, libraires, bibliothèques, promoteur du livre et de la lecture) et notamment la création et la diffusion des œuvres les plus exigeantes dans le domaine littéraire comme dans celui des sciences humaines et sociales au sens large. Il attribue des subventions et des prêts après avis de commissions composées de professionnels.

- Le Centre national du livre accompagne les manifestations littéraires ouvertes au plus large public, permettant la rencontre d’auteurs et favorisant la lecture et la vente d’ouvrages. Il permet également d’intensifier les échanges littéraires en France et à l’étranger et de concourir à toutes les actions pour la promotion des livres et de la lecture.

- Les Directions régionales des affaires culturelles (DRAC)

Au sein de chaque direction régionale, les conseillers pour le livre et la lecture mettent en œuvre la politique de l’État, notamment au moyen de subventions, dans les domaines suivants : construction, informatisation et coopération entre bibliothèques, protection du patrimoine écrit, soutien aux manifestations littéraires dont Lire en fête. Ils jouent un rôle d’information et de conseil auprès des collectivités territoriales et des milieux professionnels. Ils font connaître et expliquent les grandes orientations du ministère. Ils recueillent et transmettent à l’administration centrale les informations concernant leur région.
- Les Centres régionaux du livre (CRL), associations loi 1901, sont cofinancés par l’État (Direction régionale des affaires culturelles) et les régions (conseils régionaux). Les centres régionaux du livre mettent en place des actions aussi bien destinées aux professionnels du livre et de la lecture qu’au grand public. Ils entretiennent des relations étroites avec l’ensemble des partenaires de la chaîne du livre, qu’il s’agisse d’éditeurs, de libraires, de bibliothécaires, mais aussi de médiateurs du champ éducatif, artistique ou culturel.

## Éditions précédentes
- La fureur de lire
  - 1989 : 14 et 15 octobre
  - 1990 : 20 et 21 octobre
  - 1991 : 19 et 20 octobre
  - 1992 : 17 et 18 octobre
  - 1993 : 16 et 17 octobre

- Le Temps des Livres
  - 1994 : du 15 au 30 octobre
  - 1995 : du 14 au 29 octobre
  - 1996 : du 12 au 27 octobre
  - 1997 : du 11 au 26 octobre

- Lire en fête
  - 1998 : du 16 au 18 octobre
  - 1999 : du 15 au 17 octobre
  - 2000 : du 13 au 15 octobre
  - 2001 : du 19 au 21 octobre
  - 2002 : du 18 au 20 octobre
  - 2003 : du 17 au 19 octobre
  - 2004 : du 15 au 17 octobre
  - 2005 : du 14 au 16 octobre
  - 2006 : du 13 au 15 octobre
  - 2007 : du 19 au 21 octobre
  - 2008 : 10 au 12 octobre

- 2009 : pas de manifestation

- À vous de lire !
  - 2010 : du 27 au 30 mai
  - 2011 : du 26 au 29 mai

- 2012 : pas de manifestation
- Nuit de la Lecture[2]
  - 2017 : 14 janvier [3]
  - 2018 : 20 janvier
  - 2019 : 19 janvier
  - 2020 : 18 janvier
- Nuits de la Lecture[4]
  - 2021 : du 21 au 24 janvier
  - 2022 : du 20 au 23 janvier[5]
  - 2023 : du 19 au 22 janvier[6],[7]
  - 2024 : du 18 au 21 janvier : le corps[8]

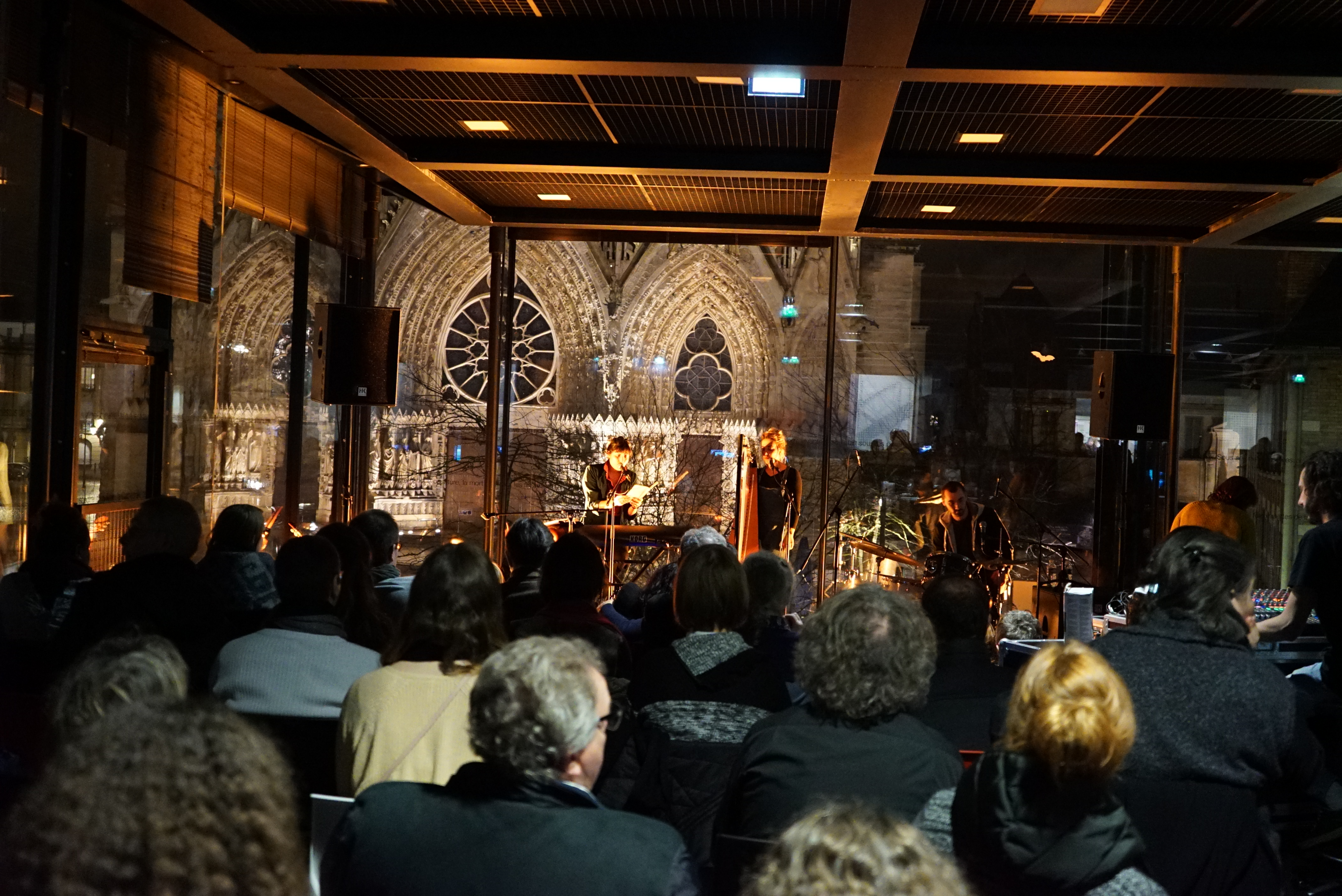
En 2018 un concert de Gustine.

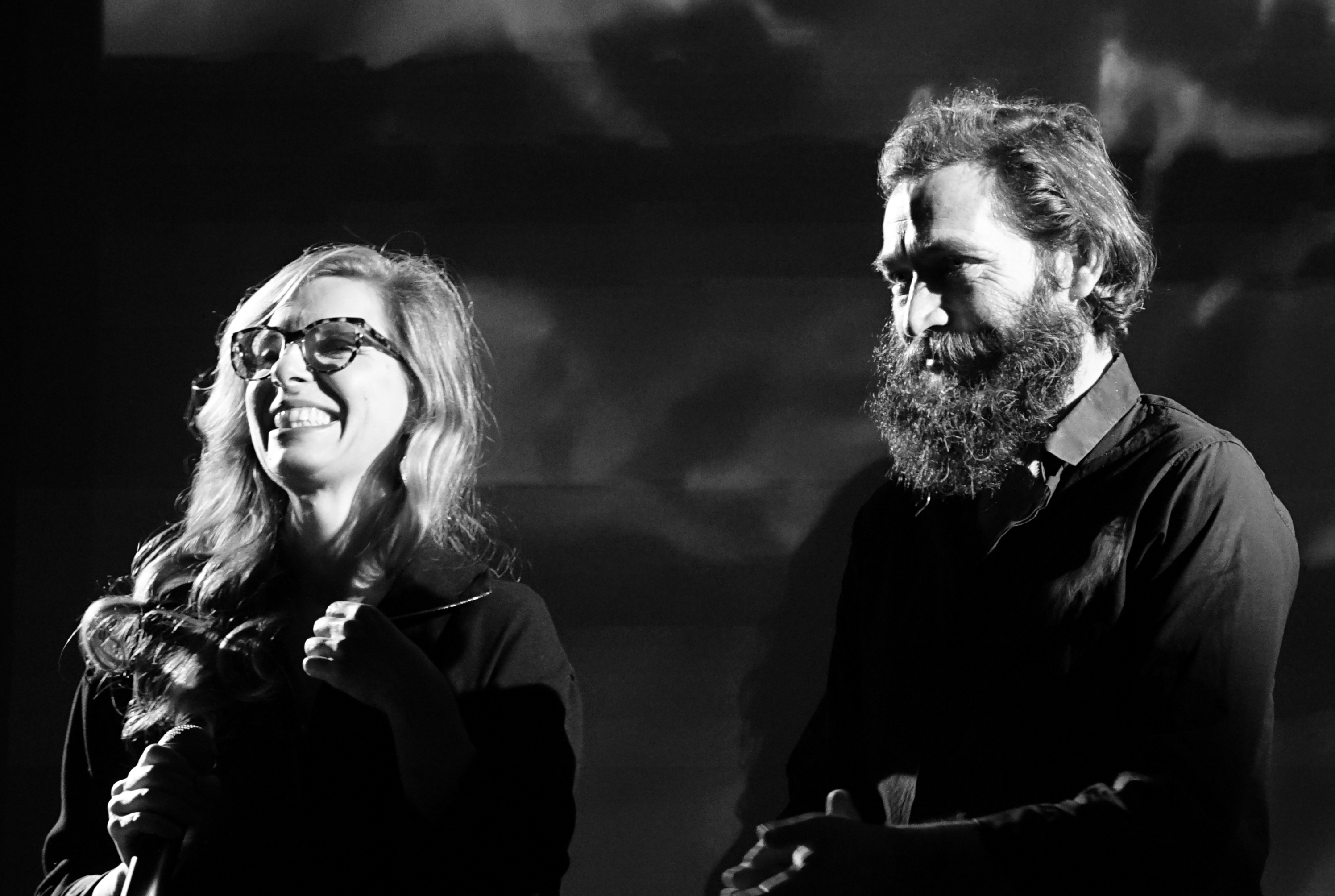
En 2020 une lecture musicale par Barbara Carlotti et Prieur de la Marne.

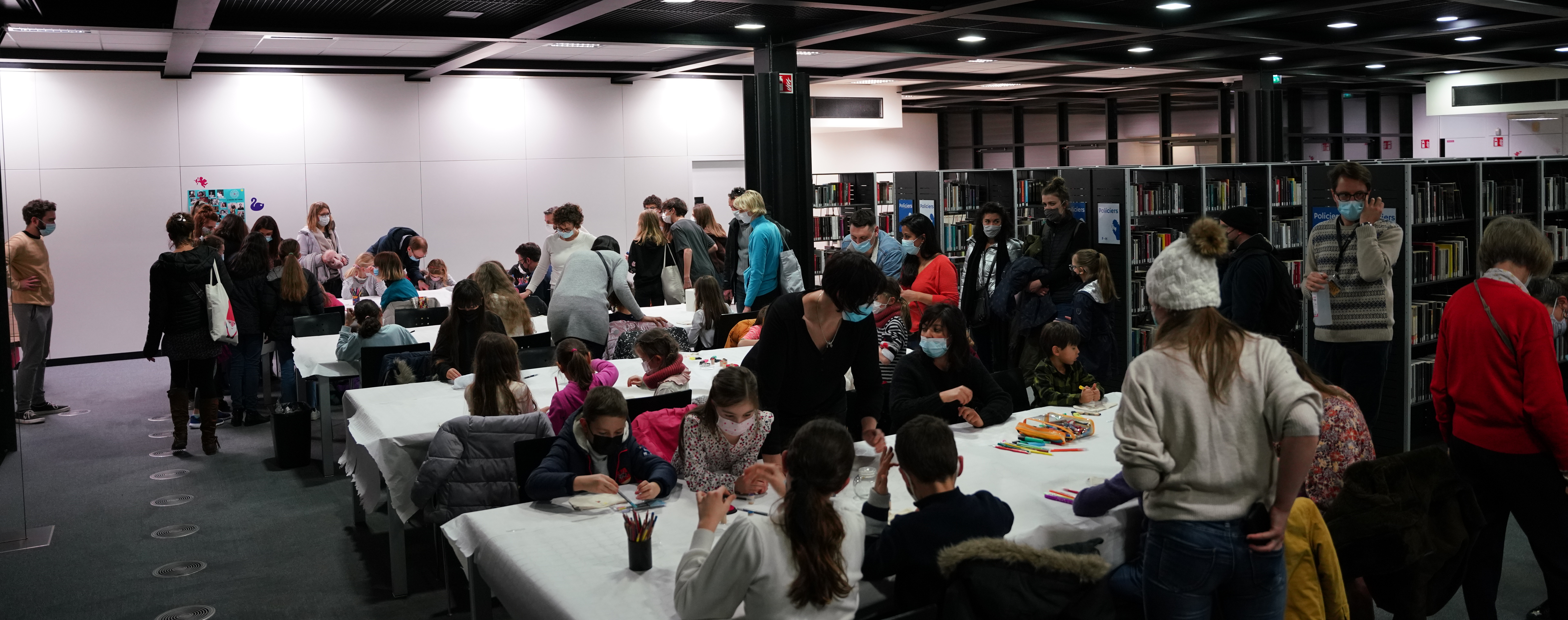
En 2022 un coloriage géant.

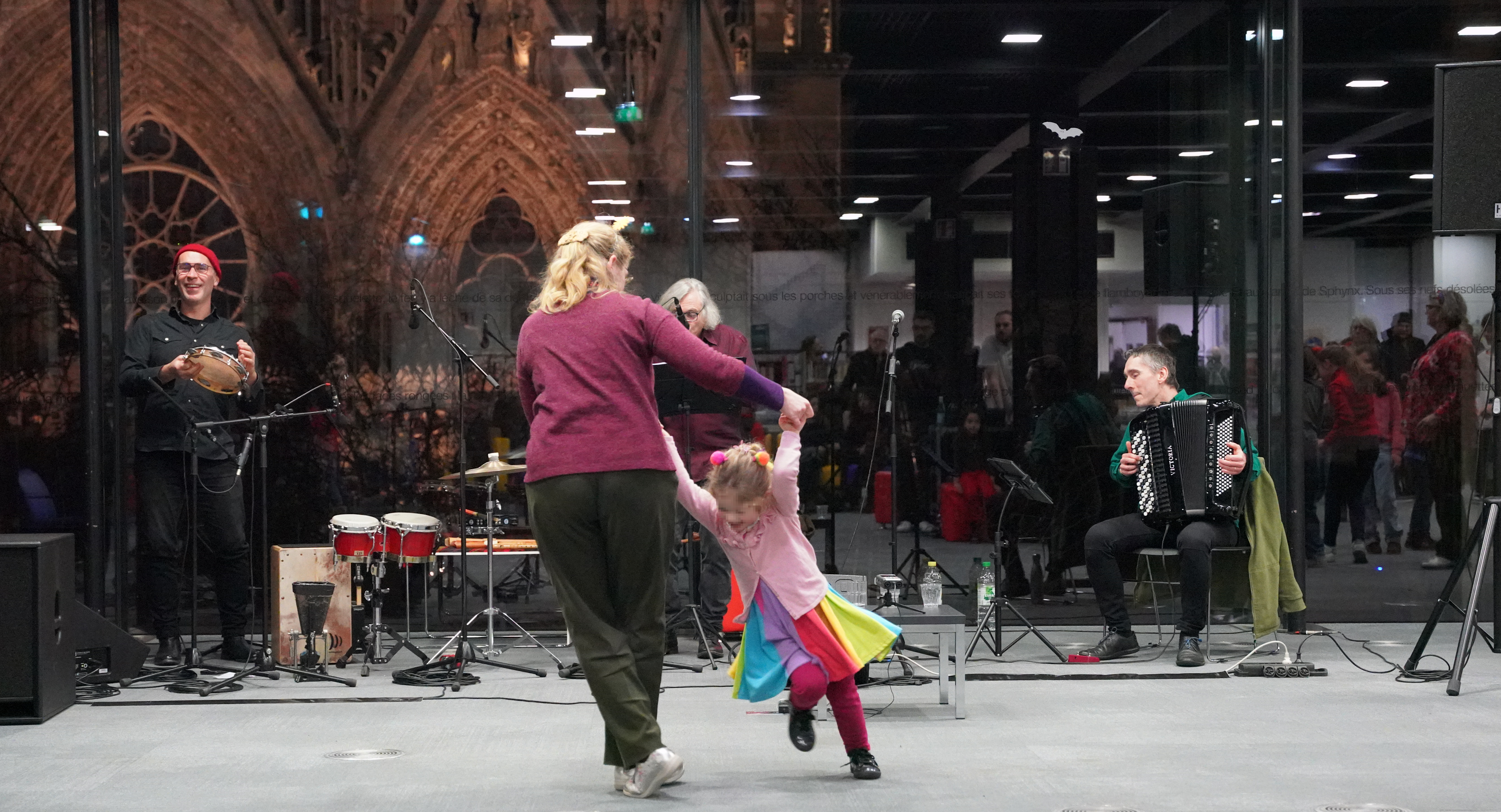
Bal du monde, en 2024.

  - 2025 : du 23 au 26 janvier : les patrimoines

## Autres manifestations du ministère de la Culture
- Journées européennes du patrimoine
- Fête de la musique
- Le Printemps des poètes
- Rendez-vous aux jardins
- Festival de l'histoire de l'art
- Nuit européenne des musées
- Semaine de la langue française et de la francophonie